# Elisabeth Schärtel
Elisabeth Schärtel (* 6. Oktober 1919 in Weiden in der Oberpfalz; † 24. August 2012 ebenda) war eine deutsche Opernsängerin mit den Stimmlagen Mezzosopran und Alt.

## Leben
Schärtel stammte aus einer Handwerkerfamilie. Ihre Eltern betrieben in Weiden eine Metzgerei, deren Namenszug noch heute am Alten Rathaus zu sehen ist. Zur Musik kam Schärtel über die Hausmusik.  Sie erhielt zunächst Privatunterricht. Später studierte sie Gesang bei Anna Bahr-Mildenburg in München und bei der bekannten Konzert- und Oratoriensängerin und Gesangspädagogin Henny Wolff in Hamburg.
Sie debütierte in der Spielzeit 1942/1943 am Stadttheater Gießen. Es folgten Engagements am Stadttheater Trier (1943–1944), am Stadttheater Regensburg (1946–1950), am Stadttheater Freiburg (1950–1951), am Staatstheater Braunschweig (1951–1957) und am Opernhaus Nürnberg (1957–1959). 1959 wurde sie festes Ensemblemitglied der Oper Köln, der sie bis 1967 angehörte. 1965 sang sie dort die Rolle von Stolzius' Mutter in der Uraufführung der Oper Die Soldaten von Bernd Alois Zimmermann. Später trat sie dort noch als Gast bis Anfang der 1970er Jahre auf.
1954 sang Schärtel erstmals bei den Bayreuther Festspielen. Von 1954 bis 1967 gehörte sie zum festen Ensemble der Bayreuther Festspiele. Sie übernahm dort sowohl die großen Mezzosopran- und Altpartien in den Musikdramen von Richard Wagner, als auch kleinere Partien. 1954–1955 sang sie dort die Mary in Der Fliegende Holländer, 1958–1961 alljährlich die Magdalene in Die Meistersinger von Nürnberg, 1962 die Erda in Das Rheingold und die Ortrud in Lohengrin. Außerdem trat sie in Bayreuth als Wellgunde (1955, 1961), Floßhilde (1957), Waltraute (1954–1958, 1961, 1963), Siegrune (1965), Grimgerde (1966, 1967), 1. Norn (1961–1963) und 2. Norn (1957) in der Tetralogie Der Ring des Nibelungen sowie als Blumenmädchen (1955–1958, 1965) und Knappe (1955, 1956, 1964–1967) in Parsifal auf.
1961 gastierte Schärtel als Adelaide in Arabella beim Maggio Musicale Fiorentino in Florenz. Ebenfalls 1961 hörte man sie als Magdalene am Teatro San Carlos in Lissabon. 1962 gastierte sie an der Hamburger Staatsoper als Amme in Die Frau ohne Schatten, einer Inszenierung von Oscar Fritz Schuh unter der musikalischen Leitung von Wolfgang Sawallisch, in der unter anderem Franz Crass und Helga Pilarczyk ihre Partner waren. 1966 sang sie die Brangäne in Tristan und Isolde an der Wiener Staatsoper.
Schärtel trat regelmäßig an der Deutschen Oper Berlin auf, an der sie unter anderem  Brangäne, Kundry in Parsifal und die Küsterin in Jenůfa sang. Gastspiele führten sie an die Grand Opéra Paris (1957), an das Opernhaus von Bordeaux (1965) und seit 1964 mehrfach an das Opernhaus Zürich.
1973 nahm Schärtel Abschied von der Opernbühne. Ihr Rückzug hatte persönliche Gründe. Nachdem zwei ihrer Schwestern und deren Ehemänner 1972 bei einem Flugzeugabsturz ums Leben gekommen waren, übernahm sie die Verantwortung für ihre fünf Nichten und Neffen.
Für ihre musikalischen Verdienste erhielt Schärtel 1962 die Max-Reger-Medaille der Stadt Weiden. In späteren Jahren wirkte Schärtel als Musikpädagogin an der Nürnberger Musikhochschule.
Schärtel lebte in ihrer Geburtsstadt Weiden in der Oberpfalz. Dort feierte sie im Oktober 2009 ihren 90. Geburtstag.
Sie starb am 24. August 2012 in Weiden in der Oberpfalz. Sie wurde am 29. August 2012 dort auf dem Stadtfriedhof Weiden beigesetzt.

## Tondokumente
Original-Studioaufnahmen, die Schärtels Stimme auf Schallplatte dokumentieren, liegen nur relativ wenige vor.
Unter der Leitung von Robert Stolz sang Schärtel im Mai 1964 die Rolle der Zigeunerin Czipra in einer Studio-Gesamtaufnahme der Operette Der Zigeunerbaron.
Es existieren jedoch zahlreiche Live-Mitschnitte von Opernaufführungen und Rundfunkaufnahmen. Zahlreiche Aufführungen mit Elisabeth Schärtel, insbesondere von den Bayreuther Festspielen, wurden alljährlich für den Rundfunk aufgezeichnet und später als Schallplatten veröffentlicht. Mittlerweile sind diese Aufführungen, oft unter diversen verschiedenen Schallplattenlabels, auch auf CD wiederveröffentlicht worden. Auch der Uraufführungmitschnitt der Oper Die Soldaten von 1965 wurde bei dem Schallplattenlabel WERGO veröffentlicht.
Vom Hamburger Archiv für Gesangskunst wurde eine Gesamtaufnahme der Oper Falstaff, eine Rundfunkproduktion des Westdeutschen Rundfunks von 1966 in deutscher Sprache mit Dietrich Fischer-Dieskau in der Titelrolle, auf CD veröffentlicht, in der Schärtel die Rolle der Meg Page singt. Das Label Living Stage veröffentlichte außerdem einen Live-Mitschnitt von Das Rheingold aus der Oper Köln, der im Mai 1962 bei der Premiere anlässlich der zu Wagners 149. Geburtstag angesetzten Neuinszenierung (Regie: Wieland Wagner) entstand, und in dem Schärtel als „technisch solide und ausdrucksstark singende“ Fricka zu hören ist.